# Peter Biloen
Peter Biloen is een Nederlandse dirigent en altviolist.

## Opleiding
Peter Biloen studeerde altviool aan de New England Conservatory in Boston (Verenigde Staten). Hij studeerde orkestdirectie aan het Koninklijk Conservatorium in Den Haag bij Ed Spanjaard en Jac van Steen. Hij studeerde af in 1998 met de eerste symfonie van Gustav Mahler met het UvA-Orkest J. Pzn Sweelinck. Hij vervolgde zijn opleiding met masterclasses bij de Finse dirigent Jorma Panula. 

## Activiteiten

### Altviolist
Biloen speelde in onder meer het Nederlands Kamerorkest, het Residentie Orkest en het Koninklijk Concertgebouworkest. Hij was lid van het Radio Filharmonisch Orkest tot 2006.

### Dirigent
Peter Biloen is assistent-dirigent van het Radio Filharmonisch Orkest, de Radio Kamer Filharmonie en Jaap van Zweden. Daarnaast dirigeerde hij onder meer het Moskous Symfonieorkest, het Nationale Symfonieorkest van Paraguay, het London Symphony Orchestra, het Residentie Orkest, Het Gelders Orkest, het Orkest van het Oosten en de Koninklijke Filharmonie van Vlaanderen. Hij leidde muziektheaterproducties bij onder andere ZT Hollandia tijdens het Holland Festival.
Tijdens festivals van hedendaagse muziek, onder andere Rumori 2 en het Bussotti Festival, leidde Biloen wereldpremières en muziek van Louis Andriessen, Luciano Berio, Luigi Dallapiccola en Karlheinz Stockhausen. 
In 1998-1999 was Biloen dirigent van het UvA-Orkest J. Pzn Sweelinck in Amsterdam. Sinds 1999 is hij dirigent van het amateur-symfonieorkest Con Brio in Amsterdam. Met beide orkesten leidde hij concerten in het Amsterdamse Concertgebouw, met de solisten Sonja van Beek, Arno Bornkamp, Frank Groothof, Loes Luca en Marijje van Stralen. Daarnaast was Biloen van 1999 tot 2005 dirigent van het Rotterdams Jeugd Symfonie Orkest. In februari 2009 dirigeerde Peter Biloen de 57e tournee van het Nederlands Studenten Orkest. In februari 2011 zal hij de 59e tournee dirigeren. In 2016 dirigeerde hij de flashmob van het Europees JeugdOrkest op Amsterdam Centraal, in het kader van de SAVEEUYO-campagne.

## Concoursen en onderscheidingen
- Biloen werd als eerste Nederlander uitgenodigd voor de "American Academy for Conductors" in Aspen (Colorado), een prestigieuze academie onder leiding van David Zinman en deel van het Aspen Music Festival. In 2003 kreeg hij er de onderscheiding "Academy Conductor" en werd hij uitgenodigd om het volgende jaar opnieuw deel te nemen.
- In 2004 was Biloen de eerste Nederlandse finalist in de "Donatella Flick Conducting Competion". Hij dirigeerde toen een concert met het London Symphony Orchestra in de Barbican Hall in Londen.
- In december 2005 kreeg hij de Anton Kersjesbeurs.